# Fixmer/McCarthy
Fixmer/McCarthy är en elektronisk musikduo som bildades 2002, bestående av den franske technoproducenten Terence Fixmer och den brittiske EBM-sångaren Douglas McCarthy, känd från Nitzer Ebb.
Tillsammans släppte duon albumet Between the Devil... 2004 och turnerade aktivt under 2005. 2008 släppte de sitt andra album, Into the Night.